# 滑川友理
滑川 友理（なめかわ ゆり、1986年10月31日 - ）は、日本の政治家、人権活動家、介護福祉士。
性的少数者（LGBTなど）によるNPO法人「RAINBOW茨城」初代会長。2019年、レズビアンを公表して茨城県水戸市議会議員に立候補し初当選した。

## 来歴
茨城県水戸市出身。水戸市立梅が丘小学校、水戸市立見川中学校、大成女子高等学校、水戸教育福祉専門学校卒業。介護福祉士として働きながら、県内の教育委員会や学校、自治体などでセクシャルマイノリティに関する講演を行う。
2017年11月1日、県内初となるLGBT当事者によるNPO法人「RAINBOW茨城」を設立。初代会長に就任した。設立に際しては、元水戸市議会議員の玉造順一が支援者として関わった。なお、玉造は2018年12月の茨城県議会議員選挙に立憲民主党公認で立候補し初当選した。
2019年4月21日に行われた水戸市議会議員選挙に、性的少数者に対する社会の偏見や差別の是正を訴え立候補（立憲民主党公認）。定数28人中、得票数5位で初当選した。5月29日に就任。
同年7月1日、茨城県でLGBTのカップルを結婚に相当する関係として公認する「パートナーシップ宣誓制度」が開始されると、滑川はパートナーの30代女性と県庁を訪れ、申請に必要な書類を提出した。